# Webb County
Webb County je okres ve státě Texas v USA. K roku 2010 zde žilo 250 304 obyvatel. Správním městem okresu je Laredo. Celková rozloha okresu činí 8 744 km².

## Města
| Města                                      | CDP | CDP | CDP |
| ------------------------------------------ | --- | --- | --- |
| - El Cenizo - Granger - Laredo - Rio Bravo | - Aguilares - Bonanza Hills - Botines - Bruni - Colorado Acres - Four Points - Hillside Acres - La Coma - La Presa - Laredo Ranchettes - Laredo Ranchettes West - Las Haciendas | - Las Pilas - Los Altos - Los Arcos - Los Centenarios - Los Corralitos - Los Fresnos - Los Huisaches - Los Minerales - Los Nopalitos - Los Veteranos I - Los Veteranos II - Mirando City | - Oilton - Pueblo East - Pueblo Nuevo - Ranchitos East - Ranchitos Las Lomas - Ranchos Penitas West - San Carlos I - San Carlos II - Sunset Acres - Tanquecitos South Acres - Tanquecitos South Acres II - Valle Verde |